# Rostkovia tristanensis
Rostkovia tristanensis es una especie de Magnoliophyta de la familia Juncaceae. Es endémica de Tristán de Acuña, en el que se produce sólo en la isla principal y Isla de Gough. Crece junto a la  Empetrum. No es una especie rara la isla de Gough, pero rara vez se le ve con flor.

## Descripción
Las plantas perennes,  vagamente cespitosas, de 16 cm de altura; con un rizoma rastrero ascendente, a menudo estolonífero, cubierto de escamas; tallos erectos, rígidos, de 0,7-1,0 mm de diámetro

## Taxonomía
Rostkovia tristanensis fue descrita por Erling Christophersen y publicado en Tristan da Cunha